# Grøa
Grøa är en tätort i Sunndals kommun i Møre og Romsdal fylke i Norge. Orten ligger vid riksväg 70, cirka tio kilometer öster om kommunens centralort Sunndalsøra.